# Ribes maximowiczianum
Ribes maximowiczianum là một loài thực vật có hoa trong họ Grossulariaceae. Loài này được Kom. miêu tả khoa học đầu tiên năm 1904.